# Варистор

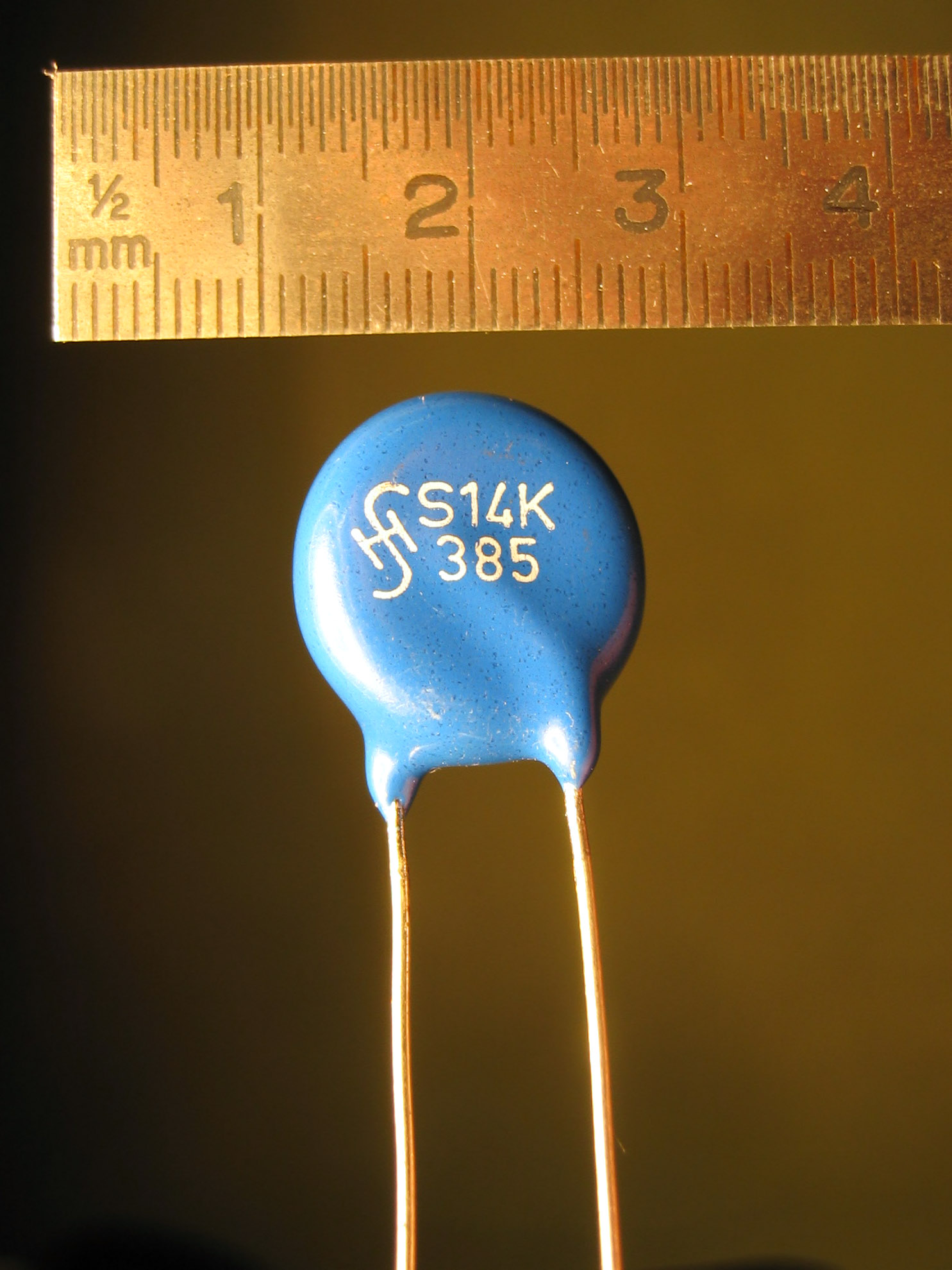
Варистор (385 В)

Вольт-амперні характеристики варисторів на основах ZnO і SiC.

Вари́стор (варістор[джерело не вказане 2288 днів], англ. vari(able) (resi)stor — змінний резистор) — напівпровідниковий резистор, електричний опір (провідність) якого нелінійно залежить від прикладеної електричної напруги; іншими словами, який має нелінійну симетричну вольт-амперну характеристику та два виводи.

## Виготовлення
Виготовляють варистори спіканням при температурі 1700 °C напівпровідника — переважно з порошкоподібного карбіду кремнію SiC або оксиду цинку ZnO, та сполучної речовини (глина, рідке скло, лаки, смоли та ін.). Після цього поверхню отриманого елемента металізують та припаюють до неї виводи.
Конструктивно варистори виготовляються у вигляді дисків, таблеток, стрижнів. Широке розповсюдження отримали стрижневі налаштовувані варистори з рухомим контактом.

Позначення в схемах

## Властивості
Нелінійність характеристик варисторів зумовлена локальним нагрівом дотичних граней численних кристалів карбіду кремнію (або іншого напівпровідника). При локальному підвищені температури на межах кристалів опір останніх різко знижується, що призводить до зменшення загального опору варисторів.
Один з основних параметрів варистора — коефіцієнт нелінійності λ — визначається відношенням його статичного опору R до динамічного опору Rd:
{\displaystyle \lambda ={\frac {R}{R_{d}}}={\frac {U}{I}}:{\frac {dU}{dI}}\approx const},
де U та I — напруга і струм варистора.
Коефіцієнт нелінійності лежить в межах 2-10 у варисторів на основі SiC та 20-100 у варисторів на основі ZnO.
Температурний коефіцієнт електричного опору варистора — негативна величина.

## Застосування
Низьковольтні варистори виготовляють під робочу напругу від 3 до 200 В та струм від 0,1 мА до 1 А; високовольтні варистори — під робочу напругу до 20 кВ.
Варистори застосовують для стабілізації та регулювання низькочастотних струмів і напруги; в аналогових обчислювальних машинах — для реалізації підняття до степеня, добування коренів та інших математичних дій; для захисту від перенапруги (наприклад, високовольтні лінії електропередачі, лінії зв'язку, електричні прилади) та ін.
Високовольтні варистори застосовують для виготовлення обмежувачів перенапруги.
Як електричні компоненти, варистори дешеві і надійні, здатні витримувати значні електричні перевантаження, можуть працювати на високій частоті (до 500 кГц). Серед недоліків — значний низькочастотний шум та старіння — зміна параметрів з часом і при коливаннях температури.

## Параметри
- Вольт-амперна характеристика
- Класифікаційна напруга, В — напруга при визначеному струмі (зазвичай виробники вказують при 1 мА), практичної цінності не являє.
- Робоча напруга (Operating voltage) В (для пост. струму Vdc і Vrms — для змінного) — діапазон — від декількох В до декількох десятків кВ; дана напруга повинна бути перевищена лише при перенапругах.
- Робочий струм (Operating Current), А — діапазон — від 0,1 мА до 1 А
- Максимальний імпульсний струм (Peak Surge Current), А
- Енергія (Absorption energy), Дж
- Коефіцієнт нелінійності
- Температурні коефіцієнти (статичного опору, напруги, струму) — для всіх типів варисторів не перевищує 0,1% на градус